# Pseudipocragyes fruhstorferi
Pseudipocragyes fruhstorferi là một loài bọ cánh cứng trong họ Cerambycidae.